# Podosphaera leucotricha
Podosphaera leucotricha är en svampart som först beskrevs av Ellis & Everh., och fick sitt nu gällande namn av E.S. Salmon 1900. Podosphaera leucotricha ingår i släktet Podosphaera och familjen Erysiphaceae.  Arten är reproducerande i Sverige. Inga underarter finns listade i Catalogue of Life.

## Bildgalleri

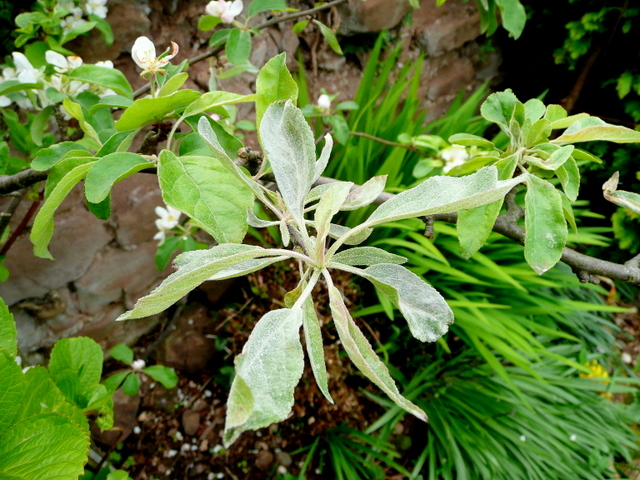